# Marco Zambelli
Pour les articles homonymes, voir Zambelli.
Marco Zambelli est un footballeur italien né le 22 août 1985 à Gavardo, évoluant au poste de défenseur.

## Carrière
| année     | club    | pays   | matches | buts |
| --------- | ------- | ------ | ------- | ---- |
| 2003-2004 | Brescia | Italie | 0       | 0    |
| 2004-2005 | Brescia | Italie | 5       | 0    |
| 2005-2006 | Brescia | Italie | 0       | 0    |
| 2006-2007 | Brescia | Italie | 18      | 0    |
| 2007-2008 | Brescia | Italie | 25      | 1    |
| 2008-2009 | Brescia | Italie | 34      | 1    |
| 2009-2010 | Brescia | Italie | 25      | 0    |